# أدولف يوليوس إغرز
أدولف يوليوس إغرز (بالدنماركية: Adolph Julius Eggers)‏ هو ملحن دنماركي، ولد في 23 يناير 1859، وتوفي في 16 ديسمبر 1919.